# Madeléne Evertsson
Anna Madeléne Wilhelmina Evertsson, född 17 april 1988 i Yxnerum i Östergötlands län, är en svensk skådespelerska.

## Biografi
Evertsson är utbildad vid Fridhems Folkhögskola 2008–2010) och på Teaterhögskolan i Malmö 2010–2013. 2012 medverkade hon i Den nya gudomliga komedin på Turteatern i Stockholm och har under 2014 arbetat bland annat med Teaterrepubliken och Banditsagor i Malmö.

## Teater

### Roller (ej komplett)
| År   | Roll | Produktion                                   | Regi                    | Teater              |
| ---- | ---- | -------------------------------------------- | ----------------------- | ------------------- |
| 2018 |      | Den talangfulle Mr Ripley Patricia Highsmith | Jonas Österberg Nilsson | Uppsala stadsteater |
| 2019 |      | Missförståndet Albert Camus                  | Jonas Österberg Nilsson | Borås stadsteater   |